# Grand Hotel Portorož
Grand Hotel Portorož (prej Grand Hotel Palace) je eden izmed hotelov s štirimi zvezdicami v Sloveniji. Je del mednarodne hotelske verige LifeClass Hotels & Spa. Preimenovali so ga v začetku marca 2008, in sicer zaradi rabe imena Palace, ki ga je znova dobil obnovljeni Kempinski Palace Hotel.

## Ponudba
Hotel ima 185 nadstandardnih dvoposteljnih sob, 13 apartmajev (junior suite, executive suite, predsedniške suite). V sklopu hotela delujeta dve restavraciji, kavarna Café Central.
V sklopu Terme Portorož nudijo tudi lepotni center, Sauna park s 7 različnimi savnami, Wai Thai, fitnes, Thalasso center, Ajurveda center, idr.